# Psorophora ciliata
Psorophora ciliata, comumente conhecido como Gallinipper, é uma espécie de mosquito. A espécie é conhecida por seu grande tamanho e seu comportamento agressivo ao efetuar a picada.

## Descrição
As larvas do Gallinipper são predadoras de larvas de outras espécies de mosquito, podem consumir até mesmo girinos.
É a maior mosquito sugador de sangue dos Estados Unidos É de fácil identificação devido seu grande porte em relação a outros mosquitos, inflige uma picada dolorosa. Raramente encontrados em grandes números. As larvas são encontradas em ambientes como chácaras, campos, piscinas e valas, já os adultos habitam campos e quintais. Geralmente picam a qualquer hora do dia, ou quando perturbados. Possui autonomia de voo de cerca de 1 a 2 milhas.
Estudos demonstraram que a espécie não é portadora de algum tipo de vírus que eventualmente pudesse causar alguma doença.
Há diversas lenda e anedotas acerca de seus ataques agressivos. O termo foi mencionado anteriormente por Flanery (1897) descrevendo-o como coisinha com pernas de zebra, mas não especificou quais espécies eram. A palavra gallinipper se originou como um termo vernacular na região sudeste dos Estados Unidos referente a "um grande mosquito ou outro inseto que tem uma picada dolorosa ou que picam" e apareceu em contos populares, canções de menestréis tradicionais, e uma canção de blues faz referência a um mosquito grande com uma mordida temível (McCann 2006).